# Abdul Ghafoor Assar
Abdul Ghafoor Assar (dari عبدالغفور عصار) – afgański piłkarz, reprezentant Afganistanu na Letnich Igrzyskach Olimpijskich 1948.

## Kariera sportowa
W latach 1934–1937, występował w klubie Mahmoudiyeh FC.
W Londynie, grano od razu w systemie pucharowym. Jego reprezentacja rozegrała jeden mecz w rundzie eliminacyjnej. Na Goldstone Ground w Brighton, Afgańczycy podejmowali reprezentację Luksemburga. Assar wystąpił w tym meczu na pozycji bramkarza. Jego reprezentacja przegrała jednak aż 0-6, tym samym odpadła ona z rywalizacji. Jego brat Abdul Ghani Assar również wystąpił w tym meczu.